# Никищихина, Елизавета Сергеевна
Елизаве́та Серге́евна Никищи́хина (17 мая 1941, Москва, СССР — 28 октября 1997, Москва, Россия) — советская и российская актриса театра и кино. Заслуженная артистка РСФСР (1984). Играла роли странноватых, эксцентричных особ, чаще всего добрых, но непонятных окружающим.

## Биография
Родилась 17 мая 1941 года в Москве. После окончания школы поступила в студию при Московском драматическом театре им. К.С. Станиславского. Позже заочно закончила ГИТИС.
После окончания студии в 1960 году – в вспомогательном составе труппы этого театра. Первым крупным успехом актрисы стал спектакль «Антигона» по пьесе Ж. Ануя (1966, режиссёр Б.А. Львов-Анохин), в котором партнёром актрисы стал Е.П. Леонов. Спектакль пользовался большой популярностью. Среди других серьёзных ролей в театре: Машенька («Машенька» А.Н. Афиногенова), Луиза («Коварство и любовь» Ф. Шиллера), Лиза («Исповедь молодого человека», по роману Ф.М. Достоевского «Подросток»), Васса Железнова («Первый вариант “Вассы Железновой”» по М. Горькому), Агафья Тихоновна («Женитьба» Н.В. Гоголя) и др. Никищихина проявила себя как острохарактерная актриса, блистательно воплощавшая как глубокие лирические, так и гротесковые комические образы.

С начала 1960-х снималась в кино, играла роли второго плана: наиболее известной стала роль Нины Орлович в фильме «Покровские ворота» (1982). Другие роли в кино: Невеста («Скверный анекдот», 1966), Певица («Вас вызывает Таймыр», 1970; в титрах не указана), Клавдия («Минута молчания», 1971), Елизавета Канарейкина («Шла собака по роялю», 1978), ассистентка профессора Маша («Приключения Электроника», 1979), супруга Собакевича («Мёртвые души», 1984) и др.
«Актрис с внутренним чувством гротеска, столь последовательно воплощающих абсолютно свою, ни на кого и ни на что не похожую тему в искусстве, сегодня просто нет» (А.В. Шпагин).
Снималась в киножурнале «Ералаш» (1978 год, 16-я серия, «Царевна Несмеяна» и 1986 год, 55-я серия — учительница литературы в серии «Телепат»).
В последние годы жизни Никищихина мало снималась и выступала: часто отказывалась от ролей, которые не устраивали её по этическим соображениям. За год до смерти актрису пригласили сыграть Тень Антигоны в новой авангардной постановке «Антигона», однако на сцене спектакль прошёл всего 10 раз: по финансовым причинам работу пришлось прекратить.
В жизни она всегда оставалась человеком закрытым и одиноким, несмотря на признание коллег.
За год до смерти у себя дома подверглась нападению грабителя, который придушил её. Актрисе вовремя оказали помощь, но начались проблемы с дыханием и глотанием. Она стала задыхаться и часто оказывалась в больнице с диагнозом астма. Никищихиной запретили есть твёрдую пищу.
Скончалась 28 октября 1997 года на 57-м году жизни в коммунальной квартире в Москве, где проживала последние годы. Как показала экспертиза и позднее заявила её дочь в интервью, причиной смерти стало удушье, наступившее в результате попадания кусочка яблока в дыхательные пути.
После прощания в Московском драматическом театре им. К. С. Станиславского была похоронена на Востряковском кладбище в Москве (центральная территория, участок №17).

## Семья
Отец — Сергей Захарович Никищихин (1908—1979), инженер-строитель. С 1948 по 1954 год вместе с семьёй (кроме дочери, Лиза была отправлена к бабушке в Ярославль) находился в длительной командировке в ГДР. Похоронен рядом с женой и дочерью в Москве на Востряковском кладбище (центральная территория, участок №17).
Мать — Надежда Павловна Никищихина (1919—2005). Похоронена рядом с дочерью в Москве на Востряковском кладбище (центральная территория, участок №17).
Брат — Александр Сергеевич Никищихин
Брат — Владимир Сергеевич Никищихин. Убит.
Имела отношения с музыкантом, виолончелистом Алексеем Познанским и музыкальным критиком Анатолием Суреновичем Агамировым. С Агамировым актриса познакомилась на съёмках фильма «Расскажи мне о себе», на котором работала хореографом его мать. В начале 1970-х отношения себя исчерпали.
Второй муж — Эрнест Лейбов, ленинградский врач-психиатр. Союз просуществовал три года. В 1975 году Лейбов эмигрировал в США, а уезжать вместе с мужем актриса не захотела.
- Дочь — Екатерина Эрнестовна (род. 1973). Училась на театроведческом факультете ГИТИС, окончила факультет художественного перевода Литературного института.
  - Внук — Иван Алексеевич, с детства занимался историческим фехтованием, дважды чемпион России, поступил в институт на специальность «спортивный менеджмент», стал тренером[4].

Третий муж (с 1979 года) — Евгений Антонович Козловский (1946—2023), писатель, драматург, литератор. Евгений Козловский, известный своим романом «Мы встретились в раю», диссидентствовал и публиковался на Западе, за что и был преследуем КГБ СССР. В квартире было три обыска — вещи, вплоть до детских книг, трижды вывозились. Когда Козловского посадили, актрису стали вызывать на допросы в КГБ СССР. После освобождения Евгений Антонович не смог смириться с постоянными запоями супруги и подал на развод.
В последние годы жизни актриса сильно злоупотребляла спиртным, жила в одиночестве. Проживала в Москве на ул. Вучетича, 17, корп. 13; с 1996 года – на ул. Правды, 6/34.

## Память
В 2009 году телеканалом «Россия» снят документальный фильм об актрисе «Разбитые мечты актрисы Никищихиной».

## Фильмография
- 1961 — Командировка — парикмахер
- 1961 — Совершенно серьёзно. Новелла «Приятного аппетита» — девушка в ресторане
- 1962 — Чудак-человек — Ирочка, секретарша
- 1963 — Полустанок — Зойка, продавщица
- 1965 — Похождения зубного врача — молодой врач-практикант
- 1966 — Скверный анекдот — невеста Пселдонимова
- 1968 — Любить… — дворничиха
- 1969 — Только три ночи
- 1969 — Вчера, сегодня и всегда — продавщица в магазине тканей
- 1969 — Про Клаву Иванову — лучшая подруга
- 1970 — Расплата — Рита
- 1970 — Шаг с крыши — Мадлена
- 1970 — Вас вызывает Таймыр — певица на прослушивании
- 1971 — Месяц август
- 1971 — Расскажи мне о себе — Нина, подруга Ксении
- 1972 — Человек на своём месте — жена зоотехника
- 1974 — Рассказы о Кешке и его друзьях — продавщица мороженого
- 1976 — Всё дело в брате — Елизавета Михайловна, учительница
- 1977 — А у нас была тишина… — Антонина Лабутина
- 1978 — Иванцов, Петров, Сидоров... — Люся
- 1978 — Расмус-бродяга — фрёкен Хёк
- 1978 — Шла собака по роялю — Елизавета Сергеевна Канарейкина
- 1978 — И это всё о нём — Елизавета Игнатьевна
- 1979 — Приключения Электроника — Маша, ассистентка профессора Громова
- 1979 — Фрак для шалопая — мама Вовика
- 1980 — Комедия давно минувших дней — ассистент режиссёра
- 1980 — Гражданин Лёшка — жена пассажира с унитазом
- 1981 — Единственный мужчина — Капка, соседка Клушиных
- 1981 — Крупный разговор — Лида Степчак
- 1982 — Голос — Анна Викторовна, ассистент
- 1982 — Не было печали — мамаша во дворе
- 1982 — Покровские ворота — Нина Андреевна Орлович, литератор
- 1982 — Там, на неведомых дорожках… — Кикимора
- 1982 — Чародеи — член комиссии
- 1982 — Солнечный ветер — Ада Владимировна Трегубович
- 1982 — Просто ужас! — Анна Борисовна, учительница английского языка
- 1983 — Торпедоносцы — мама Шуры
- 1984 — Букет мимозы и другие цветы — Анна, мать Алёны
- 1984 — Мёртвые души — жена Собакевича
- 1984 — Пеппи Длинныйчулок — фру Лаура
- 1985 — Противостояние — Щукина, соседка Петровой, биолог
- 1986 — Обида
- 1987 — Виктория — директор школы
- 1987 — Без солнца — Анна
- 1987 — Время летать — пассажирка
- 1987 — Испытатели — Сима, подруга Тани
- 1987 — Клуб женщин
- 1987 — Дни и годы Николая Батыгина
- 1988 — Дикарь
- 1989 — Во бору брусника — Татьяна
- 1989 — Светик
- 1989 — Село Степанчиково и его обитатели — Перепелицына
- 1990 — Николай Вавилов — Терентьева
- 1990 — Очарованный странник — горничная графини
- 1990 — Самоубийца — Серафима Ильинична
- 1991 — Женщина для всех — инспектор детского дома
- 1992 — 1000 долларов в одну сторону — соседка
- 1993 — Провинциальный бенефис
- 1993 — Раскол — Вера Засулич
- 1994 — Я свободен, я ничей — секретарь
- 1997 — Принцесса на бобах — Лерочка, «жертва» в переходе
- 2000 — Тайны дворцовых переворотов. Фильм 2. «Завещание императрицы» — камер-фрау Крамер

### Киножурнал «Ералаш»
- 1976 — Выпуск № 8 (сюжет «Однажды…») — соседка (нет в титрах)
- 1986 — Выпуск № 55 (сюжет «Телепат») — Елизавета Сергеевна, учительница литературы

### Киножурнал «Фитиль»
- 1968 — Выпуск № 78 (сюжет «Знакомый рубль») — клиент фотоателье и парикмахер

### Телеспектакли
- 1968 — Анна — Соня
- 1976 — Ну, публика! — пассажирка поезда (эпизод)
- 1977 — Джентльмены, которым не повезло — Тильди, официантка
- 1978 — Капитанская дочка — Палашка
- 1979 — Молодая хозяйка Нискавуори — Хета
- 1980 — Нора — Кристина
- 1984 — Осиное гнездо — Лена
- 1997 — Любовь — мама

## Награды
- Заслуженная артистка РСФСР (1984)